# Henschia acutus
Henschia acutus är en insektsart som beskrevs av Löw 1885. Henschia acutus ingår i släktet Henschia och familjen dvärgstritar. Inga underarter finns listade i Catalogue of Life.